# الرجل الذي عرف اللانهاية (فلم)
الرجل الذي عَرَف اللانهاية (بالإنجليزية: The Man Who Knew Infinity) هو فيلم درامي بريطاني صدر عام 2015، ويتحدث عن سيرة عالم الرياضيات الهندي سرينفاسا رامانوجان، بناءً على كتاب صدر في عام 1991 من تأليف روبرت كانيغل الذي يحمل نفس الاسم.
لعب النجم البريطاني ديف باتل دور سرينيفاسا رامانوجان، عالم رياضيات حقيقي، بعد أن نشأ فقيرًا في مدينة مدراس بالهند، حصل على القبول في جامعة كامبريدج خلال الحرب العالمية الأولى، حيث أصبح رائدًا في النظريات الرياضية بتوجيه من أستاذه، غودفري هارولد هاردي، تصوير جيرمي أيرونز.
بدأ التصوير في أغسطس 2014 في كلية الثالوث بكامبريدج. عُرِضَ الفيلم لأول مرة في العالم كعرض تقديمي في مهرجان تورونتو السينمائي الدولي 2015، واُخْتِير حفلًا افتتاحيًا لمهرجان زيورخ السينمائي 2015. كما لعبت مهرجانات سينمائية أخرى بما في ذلك مهرجان سنغافورة السينمائي الدولي ومهرجان دبي السينمائي الدولي.

## روابط خارجية
- مقالات تستعمل روابط فنية بلا صلة مع ويكي بيانات